# Kashima Soccer Stadium
Il Kashima Soccer Stadium (茨城県立カシマサッカースタジアム) è lo stadio di calcio della città di Kashima.
L'impianto, i cui lavori iniziarono nel 1992, venne inaugurato nel maggio 1993 e venne ristrutturato nel 2001 in quanto venne scelto per ospitare alcune gare del Campionato mondiale di calcio 2002.
Il proprietario dell'impianto è la squadra giapponese del Kashima Antlers.

## Campionato mondiale 2002
L'impianto ha ospitato tre incontri della XVII Coppa del Mondo, tutti durante la fase a gironi;
- Argentina -  Nigeria 1-0 (gruppo F) il 2 giugno
- Germania -  Irlanda 1-1 (gruppo E) il 5 giugno
- Italia -  Croazia 1-2 (gruppo G) l'8 giugno